# Saunkh
Saunkh es un pueblo y nagar Panchayat situado en el distrito de Mathura en el estado de Uttar Pradesh (India). Su población es de 9556 habitantes (2011). 

## Demografía
Según el censo de 2011 la población de Saunkh era de 9556 habitantes, de los cuales 5115 eran hombres y 4441 eran mujeres. Saunkh tiene una tasa media de alfabetización del 80,90%, superior a la media estatal del 67,68%: la alfabetización masculina es del 90,71%, y la alfabetización femenina del 69,62%.